# Wallon-Cappel
Wallon-Cappel – miejscowość i gmina we Francji, w regionie Hauts-de-France, w departamencie Nord.
Według danych na rok 1990 gminę zamieszkiwały 653 osoby, a gęstość zaludnienia wynosiła 120 osób/km² (wśród 1549 gmin regionu Nord-Pas-de-Calais Wallon-Cappel plasuje się na 692. miejscu pod względem liczby ludności, natomiast pod względem powierzchni na miejscu 642.).